# Cosmic Sin – Invasion im All
Cosmic Sin – Invasion im All ist ein Science-Fiction-Film von Edward Drake, der am 12. März 2021 in den USA als Video-on-Demand veröffentlicht wurde.

## Handlung
Das Jahr 2524: Auf einem einsamen, von Menschen besiedelten Planeten kam es zu einem feindlichen Kontakt mit außerirdischen Kriegern. Der alternde, früher oft gewalttätige General James Ford wird von der Erde aus aktiviert, da eine Invasion bevorstehen könnte. Zusammen mit einer Kriegertruppe und einer Q-Bombe, die ein ganzes Sternensystem zerstören kann, kommen sie auf dem bewaldeten Planeten Ellora an. Hier treffen sie auf weitere Menschen, die die Außerirdischen vernichten wollen. Mit der Bombe soll ein riesiges Weltraumportal gesprengt werden, das als Eingangstor für eine Armee dienen soll. Der im All zurückgebliebene Ryle unterstützt das Vorhaben und so kann das Portal mitsamt der feindlichen Armee zerstört werden.

## Produktion
Regie führte Edward Drake, der gemeinsam mit Corey Large auch das Drehbuch schrieb.
Die Filmmusik komponierte Scott Glasgow. Das Soundtrack-Album mit insgesamt 30 Musikstücken wurde Ende März 2021 von Filmtrax als Download veröffentlicht.
Der erste Trailer wurde Anfang Februar 2021 vorgestellt. Am 12. März 2021 wurde der Film in den USA als Video-on-Demand und im Stream veröffentlicht. In Deutschland wurde er am 13. Mai 2021 als DVD und Blu-ray veröffentlicht. Am 17. Juli 2021 wurde er in das Programm von Netflix aufgenommen.

## Rezeption
Der Film erhielt bislang überwiegend negative Kritiken, bei Rotten Tomatoes erreicht er eine Zustimmungsrate von nur 6 Prozent.
Die Goldene Himbeere 2022 für Bruce Willis für die Schlechteste Performance von Bruce Willis 2021 (persönliche Kategorie) wurde im Nachhinein aufgrund des Bekanntwerdens seiner Aphasie-Diagnose und dem damit verbundenen Karriereende Willis’ zurückgezogen.